# Mikołaj Galoff

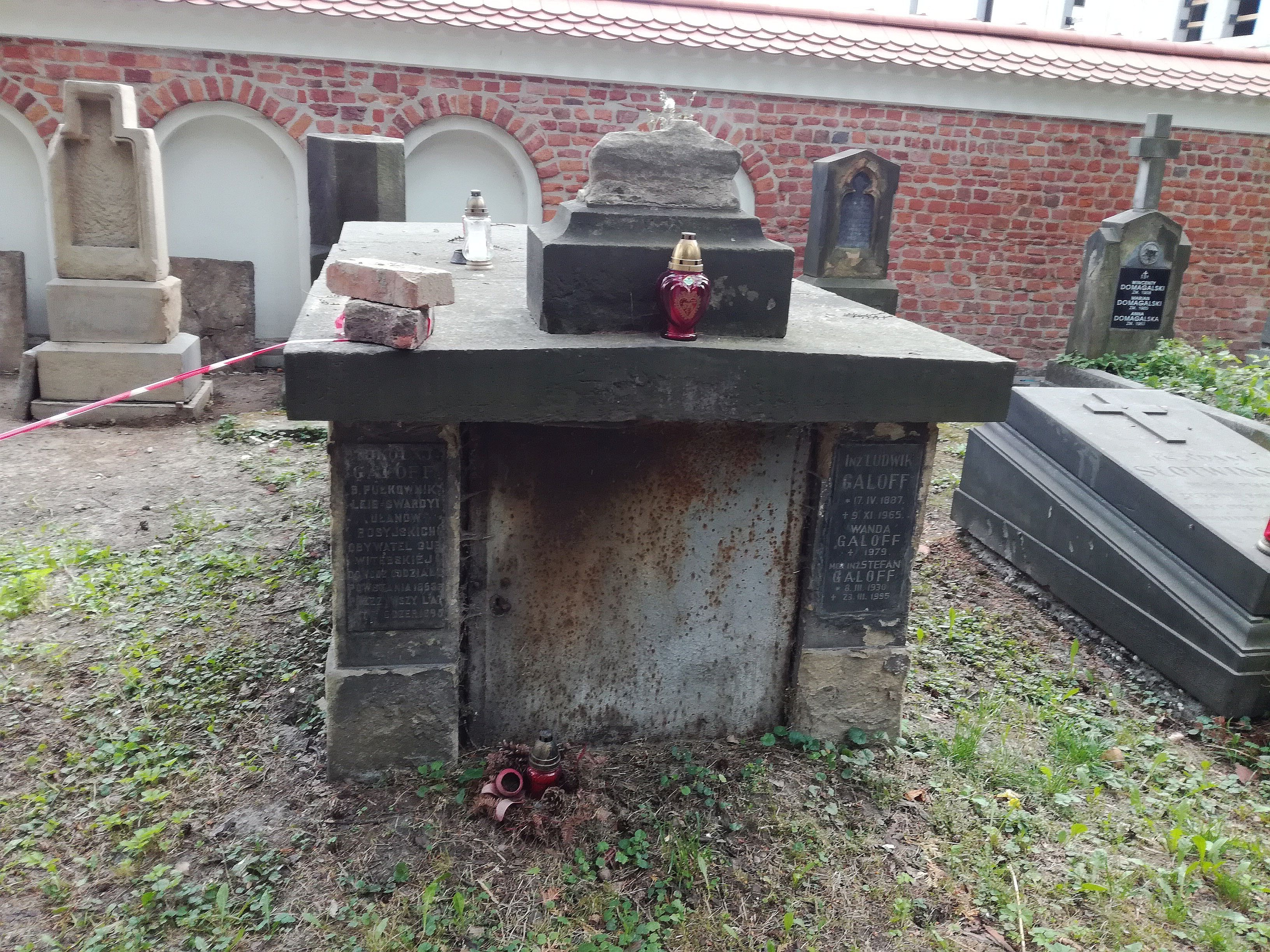
Grób płka Mikołaja Galoffa na cmentarzu Rakowickim

Mikołaj Galoff (ur. ok. 1824, zm. 1895) – polski ziemianin, uczestnik powstania styczniowego.
Był pułkownikiem armii rosyjskiej. Organizował spiski w guberni witebskiej w latach 1861–1865. Dowodził powstańczym oddziałem jazdy, bił się nad Berezyną. Po powstaniu udał się na emigrację. Pochowany na cmentarzu Rakowickim w Krakowie (kwatera KC).